# Fritz Christiansen
Fritz Peter Boye Christiansen (ur. 27 stycznia 1899 w Kopenhadze, zm. 8 sierpnia 1955) – duński zapaśnik walczący w stylu klasycznym. Olimpijczyk z Antwerpii 1920, gdzie zajął siedemnaste miejsce w wadze lekkiej.
Mistrz Danii w 1917 roku.

## Letnie Igrzyska Olimpijskie 1920
| Konkurencja            | Rundy eliminacyjne | O srebrny medal        | Klas. końcowa |
| Konkurencja            | Przeciwnik I       | Przeciwnik I           | Miejsce       |
| ---------------------- | ------------------ | ---------------------- | ------------- |
| 67,5 kg styl klasyczny | Emil Väre (FIN) P  | Frits Janssens (BEL) P | 17.           |